# Холман, Бретт
Бретт Тре́вор Хо́лман (англ. Brett Trevor Holman; 27 марта 1984, Сидней) — австралийский футболист, полузащитник. Серебряный призёр Кубка Азии 2011 года.

## Карьера

### Клубная
Начал взрослую карьеру в клубе «Парраматта Пауэр», выступавшем в National Soccer League, провёл там два сезона. В 2002—2006 гг. выступал за клуб «Эксельсиор», проведя в его составе один сезон в Высшем дивизионе Нидерландов и три сезона в Первом дивизионе, став в его составе победителем Первого дивизиона 2005/06; в течение всех четырёх сезонов являлся игроком основного состава. В 2006—2008 гг. играл в высшем дивизионе Нидерландов за НЕК, с 2008 года выступает в том же дивизионе за АЗ. В составе АЗ в 2009 году выиграл чемпионат и суперкубок страны.

### В сборной
Выступал за австралийские сборные до 17 лет и до 23 лет. Участник чемпионата мира до 17 лет 2001 года и Олимпийских игр 2004 года. За главную сборную страны выступает с 2006 года. Участник Кубка Азии 2007 года и чемпионата мира 2010 года в её составе. На последнем чемпионате мира в трёх матчах забил 2 гола.

## Достижения
«Эксельсиор»
- Победитель Первого дивизиона Нидерландов: 2005/06

АЗ
- Чемпион Нидерландов: 2008/09
- Обладатель Суперкубка Нидерландов: 2009